# تريسي براون
تريسي براون (بالإنجليزية: Tracy Brown)‏ هي كاتِبة أمريكية، ولدت في 8 يونيو 1974 في جزيرة ستاتن في الولايات المتحدة.